# Szurowo
Szurowo (ros. Шурово) – wieś w Rosji, w rejonie czerepowieckim obwodu wołogodzkiego. W 2010 r. liczyła 15 mieszkańców.